# Левицкий, Антон Иванович (генерал-лейтенант)
Антон Иванович Левицкий (1849 — после 1912) — генерал-лейтенант, глава Нижегородского жандармского управления в период восстания в городе (1905).

## Биография

### Ранние годы и служба
Родился 30 августа (11 сентября) 1849 года в Волынской губернии в православной семье. Антон окончил Житомирскую гимназию и Елисаветградское кавалерийское юнкерское училище по первому разряду.
Левицкий начал службу в нижнем чине в 1866 году. В 1870 году стал корнетом, в 1873 — поручиком, затем — штабс-ротмистром (1876). В этом чине он участвовал в Русско-турецкой войне 1877—1878 годов.
С 1885 года служил в жандармском корпусе, сначала — в Полтаве и Самаре; в 1893 году был произведён в подполковники.
В 1899 году был произведён в полковники. С новым званием получил Левицкий и новую должность — начальника Иркутского губернского жандармского управления — с 22 января 1899 года. С 15 февраля 1905 года был назначен начальником Нижегородского губернского жандармского управления, сменив на этой должности полковника Степана Ивановича Александровича (1858 — 25.01.1905).
Во время Первой русской революции, помимо борьбы с восстанием, охватившим город в 1905 году, в Нижнем-Новгороде Антону Левицкому пришлось также бороться и с внешней угрозой: на Нижегородской ярмарке под видом купцов и возвращающихся из Мекки богомольцев начали действовать скрытые турецкие эмиссары. Преимущественно это были руководители из младотурецкого движения, проповедовавшие панисламскую и пантюркскую идеи и преследовавшие цели возрождения ислама в Среднем Поволжье. В 1906 году был произведён в генерал-майоры.
В 1908 году Левицкий принимал участие в расследовании ограбления (13 февраля) конторы Российского страхового общества транспортных кладей в селе Богородском Горбатовского уезда Нижегородской губернии, при котором злоумышленники похитили почти тысячу рублей. В деянии подозревался и даже был арестован будущий член Союза писателей СССР Николай Степанович Власов (Власов-Окский).
Высочайшим приказом от 6 июля 1912 года был произведён в генерал-лейтенанты «с увольнением от службы, с мундиром и с пенсией».

### Роль в Нижегородском восстании
В декабре 1905 года весть о начале Московского вооруженного восстания докатилась до Нижнего Новгорода и была воспринята местными революционными силами как сигнал к действию.
13 (26) декабря шеф жандармов Антон Левицкий докладывал начальству: «Насильственно остановлены действия телеграфа, телефона, вокзал в руках комитета во главе с Акимовым. В Сормове баррикады, телефонные столбы спилены». По приказу губернатора в нижегородский район Сормово (центр восстания) были переброшены казаки и рота жандармов с пушками (под начальством подполковника Г. А. Давыдова).
Действия чинов охранного отделения и жандармского управления, возглавляемого генерал-майором Левицким, были профессиональными и четкими: благодаря наличию агентуры в революционной среде, начиная с 15 (28) декабря, было арестовано около 60 руководителей комитетов и боевых дружин, раскрыты тайные склады оружия и боеприпасов и лаборатории по изготовлению бомб. После этого революция (или «беспорядки») в городе пошла на убыль.

## Семья
Жена: Варвара Алексеевна — уроженка Полтавской губернии.
Дети: два сына, пять дочерей.